# Sarah Reng Ochekpe
Sarah Reng Ochekpe là một chính trị gia Nigeria từ bang Plateau.

## Cuộc sống ban đầu và giáo dục
Ochekpe sinh ngày 4 tháng 10 năm 1961 trong gia đình Ali Reng Madugben ở Foron, một quận thuộc Barikin Ladi Khu vực chính quyền địa phương của bang Plateau. Bà có bằng đầu tiên về Khoa học Chính trị tại Đại học Ahmadu Bello, sau đó lấy bằng thạc sĩ Quản trị Công tại Đại học Jos. Bà cũng có bằng cấp sau đại học từ Đại học Thương mại Aberdeen và Học viện Báo chí Nigeria.

## Cuộc sống cá nhân
Bà đã kết hôn với giáo sư Nelson Ochekpe từ chính quyền địa phương Otukpo ở bang Benue. Ông là giáo sư Hóa học Dược phẩm và Phó Phó hiệu trưởng  tại Đại học Jos.

## Sự nghiệp chính trị
Ochekpe chiếm một số vai trò giám đốc trong Cơ quan định hướng quốc gia (Nigeria), trước khi bổ nhiệm bộ trưởng. Trong thời gian ở chính phủ, bà được ghi nhận đã tăng mức nước có thể tiếp cận cho người Nigeria lên 70%, đồng thời tạo ra và cải tạo các tuyến đường thủy nhân tạo giúp giảm lũ lụt và giảm thất nghiệp. Năm 2017, bà và hai người khác bị buộc tội rửa tiền và âm mưu trị giá 450 triệu ₦.